# Franz Unger

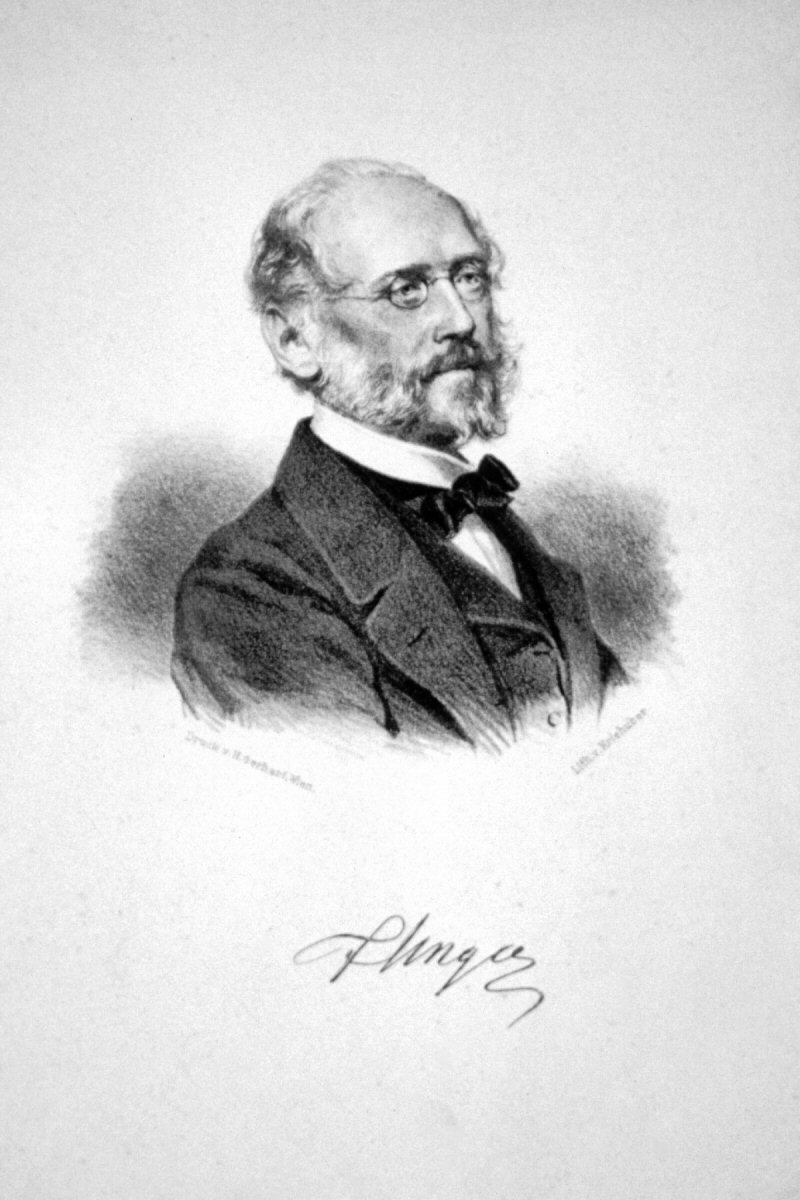
Der Botaniker Franz Unger (1800–1870), Lithographie von Josef Kriehuber

Franz Joseph Andreas Nicolaus Unger (* 30. November 1800 auf Gut Amthofen bei Leutschach in der Steiermark, Österreich; † 13. Februar 1870 in Graz) war ein k. k. österreichischer Botaniker, Paläontologe und Pflanzenphysiologe. Sein offizielles botanisches Autorenkürzel lautet „Unger“.

## Leben und Wirken
Unger studierte zunächst Rechtswissenschaften an der Universität Graz und wechselte dann 1820 an die Universität Wien, wo er Medizin studierte. Ab 1822 war er an der Karls-Universität Prag eingeschrieben. 1823 wechselte er wieder an die Universität Wien, wo er 1827 zum Dr. med. promoviert wurde.  Während seines Studiums war er 1820 Mitglied im Burschenschaftlichen Kreis in Graz. Von einer Deutschland-Reise 1824/25 zurückgekehrt, wurde er wegen „Teilnahme an geheimen Gesellschaften“ (gemeint war die Burschenschaft) zu einer Gefängnisstrafe verurteilt.
Ab 1827 praktizierte er als Arzt in Stockerau bei Wien, ab 1830 als Landesgerichtsarzt in Kitzbühel in Tirol. 1833 wurde er Mitglied der Deutschen Akademie der Naturforscher Leopoldina. Er war korrespondierendes Mitglied der Preußischen und der Bayerischen Akademie der Wissenschaften. 1836 wurde er Professor der Botanik und Zoologie am Joanneum in Graz,  1850 Professor der Pflanzenphysiologie in Wien. 1852 bereiste er Nordeuropa, später den Orient und lebte ab 1866 im Ruhestand auf seinem Landgut bei Graz.
Unger erwarb sich zuerst wesentliche Verdienste um die Paläontologie, wandte sich aber später mehr der Physiologie und Phytotomie zu und förderte vor allem die Lehre von Zelle und Protoplasma.
Als Anhänger und Verbreiter darwinistischer Vorstellungen geriet er noch in den 1860er Jahren in das Visier konservativ-katholischer Kreise, stand jedoch unter dem Schutz des liberalen Grazer Bildungsbürgertums.

## Familie
Unger war mit Maria Josepha geb. Sand(t) verheiratet. Der Ehe entstammte der Archivar, Numismatiker und Dialektologe Theodor Unger (1840–1896).

## Ehrung
In Graz-Gries wurde die Ungergasse 1870 nach ihm benannt. Herwig Teppner beklagte 2015 den Verfall der geneigten Grabplatte auf dem Stadtfriedhof St. Peter in Graz durch Frostschäden.

## Schriften
- Über den Einfluß des Bodens auf die Verteilung der Gewächse. 1836 (archive.org).
- Aphorismen zur Anatomie und Physiologie der Pflanzen. 1838 (archive.org).
- Über den Bau und das Wachstum des Dikotyledonenstamms. 1840.
- Über Kristallbildungen in den Pflanzenzellen. 1840.
- Chloris protogaea, Beiträge zur Flora der Vorwelt. (1841–1847).
- Synopsis plantarum fossilium. 1845.
- Grundzüge der Anatomie und Physiologie der Pflanzen. 1846 (eingeschränkte Vorschau in der Google-Buchsuche).
- Genera et species plantarum fossilium. 1850 (archive.org).
- Die Urwelt in ihren verschiedenen Bildungsperioden. 3. Auflage. 1864 (Erstausgabe:  1851).
- Versuch einer Geschichte der Pflanzenwelt. 1852 (archive.org).
- Botanische Briefe. 1852 (archive.org).
- Iconographia plantarum fossilium. 1852.
- Anatomie und Physiologie der Pflanzen. 1855 (eingeschränkte Vorschau in der Google-Buchsuche).
- Streifzüge Botanische Streifzüge auf dem Gebiet der Kulturgeschichte. (archive.org – 1857–1868).
- Sylloge plantarum fossilium. 1860.
- Die versunkene Insel Atlantis. 1860 (Textarchiv – Internet Archive).
- Ueber die physiologische Bedeutung der Pflanzencultur. 1860 (Textarchiv – Internet Archive).
- Wissenschaftliche Ergebnisse einer Reise in Griechenland und den Ionischen Inseln. 1862 (archive.org).
- Die Insel Cypern. 1865 (archive.org).
- Grundlinien der Anatomie und Physiologie der Pflanzen. 1866.
- Geologie der europäischen Waldbäume. 1870.
- Die fossile Flora von Szántó in Ungarn. 1870 (archive.org).